# فرودگاه بورا ایست
فرودگاه بورا ایست (به انگلیسی: Bura East Airport) یک فرودگاه همگانی، غیرنظامی است که یک باند فرود سنگفرش دارد. این فرودگاه در کشور کنیا قرار دارد و در ارتفاع ۱۰۵ متری از سطح دریا واقع شده‌است.